# Haplothysanus socialis
Haplothysanus socialis är en mångfotingart som först beskrevs av Carl 1909.  Haplothysanus socialis ingår i släktet Haplothysanus och familjen Odontopygidae. Inga underarter finns listade i Catalogue of Life.